# Recebedores da Cruz de Cavaleiro da Cruz de Ferro: Z
A Cruz de Cavaleiro da Cruz de Ferro (em alemão:  Ritterkreuz des Eisernen Kreuzes) foi a maior condecoração militar concedida pela Alemanha Nazi durante a Segunda Guerra Mundial. Era concedida a militares de todas as patentes, deste um soldado até um Marechal de Campo e por diversos motivos que incluíam os atos de bravura de um soldado em batalha, um piloto de caça por ter abatido um número significativo de aeronaves inimigas e o hábil comando das tropas durante a batalha. Os condecorados eram enaltecidos pela propaganda alemã, tendo eles recebido grande atenção por parte da publicidade. Eram vendidos, por exemplo, porta retratos com as fotos dos últimos condecorados. Eles ainda eram convidados a discursar aos trabalhadores das fábricas envolvidas no esforço de guerra.
Desde a sua primeira condecoração concedida no dia 30 de setembro de 1939, até a sua última condecoração no dia 17 de junho de 1945, ela foi entregue a 7321 soldados. O número de condecorados é baseado na análise da comissão dos Recebedores da Cruz de Cavaleiro (AKCR). Foi concedida para os três ramos da Wehrmacht: Heer (exército terrestre alemão), Luftwaffe (força aérea) e Kriegsmarine (marinha) além da Waffen-SS, Reichsarbeitsdienst (serviço de trabalho do Reich) e Volkssturm (milícia nacional). Além dos soldados alemães, a condecoração também foi concedida para 43 estrangeiros, aliados do Terceiro Reich.
Walther-Peer Fellgiebel, que foi o ex-presidente e chefe da comissão de ordem do AKCR, escreveu um livro no ano de 1986 onde listou os condecorados com a Cruz de Cavaleiro, intitulado: Die Träger des Ritterkreuzes des Eisernen Kreuzes 1939–1945 — Die Inhaber der höchsten Auszeichnung des Zweiten Weltkrieges aller Wehrmachtsteile — Os portadores da Cruz de Cavaleiro da Cruz de Ferro 1939-1945 - Os proprietários do maior prêmio da Segunda Guerra Mundial de todos os ramos da Wehrmacht. Lançou a segunda edição de seu livro no ano de 1996, onde retirou 11 condecorados da lista original. Já o autor e historiador Veit Scherzer lançou tem dúvida sobre a condecoração de 193 dos listados, a maioria destes condecorados no ano de 1945, quando os acontecimentos dos últimos dias do Terceiro Reich deixaram um número de indicações incompletas e até várias fases do processo de aprovação estavam incompletas. O livro escrito por Scherzer foi em cooperação com o Arquivo Federal da Alemanha. Este livro foi escolhido pelo professor Dr. Franz W. Seidler para a Universidade da Bundeswehr de Munique e Deutsche Dienststelle (WASt), sendo considerado como uma referência aceita nestes dois lugares.

## Criação
A Cruz de Cavaleiro da Cruz de Ferro e seus graus mais altos foram baseados em quatro diferentes decretos. O primeiro decreto Reichsgesetzblatt I S. 1573 de 1 de setembro de 1939 instituiu a Cruz de Ferro (Eisernes Kreuz) e Cruz de Cavaleiro da Cruz de Ferro e a Grande Cruz da Cruz de Ferro (Großkreuz des Eisernen Kreuzes). O segundo artigo do decreto especifica que para ser condecorado com uma classe superior deveria ser primeiramente condecorado com todas as classe precedentes. Com o progresso da guerra, alguns do condecorados foram se destacando, sendo necessária um novo grau da condecoração, sendo então instituído no dia 3 de junho de 1940 o decreto Reichsgesetzblatt I S. 849 que criou a Cruz de Cavaleiro da Cruz de Ferro com Folhas de Carvalho.
Foram criados no dia 28 de setembro de 1941 dois graus da Cruz de Cavaleiro com o decreto Reichsgesetzblatt I S. 613, a Cruz de Cavaleiro da Cruz de Ferro com Folhas de Carvalho e Espadas Ritterkreuz des Eisernen Kreuzes mit Eichenlaub und Schwertern e a Cruz de Cavaleiro da Cruz de Ferro com Folhas de Carvalho, Espadas e Diamantes Ritterkreuz des Eisernen Kreuzes mit Eichenlaub, Schwertern und Brillanten. No final de 1944 o último grau da Cruz de Cavaleiro, a Cruz de Cavaleiro da Cruz de Ferro com Folhas de Carvalho Douradas, Espadas e Diamantes Ritterkreuz des Eisernen Kreuzes mit goldenem Eichenlaub, Schwertern und Brillanten a condecoração foi criada com o decreto Reichsgesetzblatt 1945 I S. 11 de 29 de dezembro de 1944.

## Condecorados
Aqui estão listados 104 condecorados com a Cruz de Cavaleiro da Cruz de Ferro da Wehrmacht e Waffen-SS, cujos sobrenomes se iniciam com a letra "X" até "Z", estando ordenados em ordem alfabética pelo sobrenome. Destes, 11 foram mais tarde condecorados com a Cruz de Cavaleiro da Cruz de Ferro com Folhas de Carvalho e um com a Cruz de Cavaleiro da Cruz de Ferro com Folhas de Carvalho e Espadas; sete condecorações foram feitas de maneiro póstuma. Foram condecorados 74 membros do Heer, 23 da Luftwaffe, 3 da Kriegsmarine e 4 da Waffen-SS.

### Sobrenome inicia com X
| Nome                                        | Serviço | Patente         | Ocupação e unidade                         | Data de condecoração     | Notas                                                      | Imagem |
| ------------------------------------------- | ------- | --------------- | ------------------------------------------ | ------------------------ | ---------------------------------------------------------- | ------ |
| Wolf-Dietrich Ritter und Edler von Xylander | Heer    | Generalleutnant | Chief do Generalstab do HeeresGruppe Mitte | 20 de fevereiro de 1945* | Morreu em queda de aeronave no dia 15 de fevereiro de 1945 | —      |

### Sobrenome inicia com Z
| Nome                               | Serviço      | Patente                                      | Ocupação e unidade                                                                        | Data de condecoração     | Notas                                                                              | Imagem |
| ---------------------------------- | ------------ | -------------------------------------------- | ----------------------------------------------------------------------------------------- | ------------------------ | ---------------------------------------------------------------------------------- | ------ |
| Edel-Heinrich Zachariae-Lingenthal | Heer         | Hauptmann                                    | Comandante do II./Panzer-Regiment 15                                                      | 18 de setembro de 1943   | —                                                                                  | —      |
| Erich Zähr                         | Luftwaffe    | Major                                        | Comandante do Kampfgruppe z.b.V. 172                                                      | 23 de dezembro de 1942   | —                                                                                  | —      |
| Alfred Zahn                        | Heer         | Hauptmann da reserva                         | Líder do III./Grenadier-Regiment 96                                                       | 17 de março de 1943      | —                                                                                  | —      |
| Dr. rer. oec. Eberhard Zahn+       | Heer         | Leutnant da reserva                          | Líder de pelotão no 2./Panzer-Jäger-Abteilung 33                                          | 30 de junho de 1941      | 204. Folhas de Carvalho 6 de março de 1943                                         | —      |
| Hilmar Zahn                        | Luftwaffe    | Oberleutnant                                 | Chief do 5./Fallschirmjäger-Regiment 1                                                    | 9 de junho de 1944       | —                                                                                  | —      |
| Lothar Zahn                        | Heer         | Major                                        | Comandante do III./Grenadier-Regiment 30 (motorizado)                                     | 2 de outubro de 1943     | —                                                                                  | —      |
| Willi Zahn                         | Heer         | Oberfeldwebel                                | Líder de pelotão no 14.(Panzer-Jäger)/Grenadier-Regiment 507                              | 18 de julho de 1943*     | Morto em combate 16 de julho de 1943                                               | —      |
| Helmut Zander                      | Heer         | Oberstleutnant                               | Comandante do Panzergrenadier-Regiment 60                                                 | 5 de abril de 1945       | —                                                                                  | —      |
| Gustav-Adolf von Zangen+           | Heer         | Oberst                                       | Comandante do Infanterie-Regiment 88 e Líder do 17. Infantrie-Division                    | 15 de janeiro de 1942    | 647. Folhas de Carvalho 5 de novembro de 1944                                      |        |
| Albert Zapf                        | Heer         | Oberleutnant                                 | Líder do III./Panzergrenadier-Regiment 129                                                | 23 de fevereiro de 1944  | —                                                                                  | —      |
| Robert-Richard Zapp                | Kriegsmarine | Korvettenkapitän                             | Comandante do U-66}                                                                       | 23 de abril de 1942      | —                                                                                  | —      |
| Max Zastrow                        | Heer         | Gefreiter                                    | artilheiro do 2./Pionier-Bataillon 81                                                     | 6 de março de 1944       | —                                                                                  | —      |
| Franz Zauner                       | Luftwaffe    | Major                                        | Gruppenkommandeur do III./Kampfgeschwader 54                                              | 5 de fevereiro de 1944   | —                                                                                  | —      |
| Paul Zebhauser                     | Luftwaffe    | Oberfeldwebel                                | Piloto no 16./Transportgeschwader 1                                                       | 18 de novembro de 1944   | —                                                                                  | —      |
| Konrad Zecherle                    | Heer         | Leutnant da reserva                          | Líder de pelotão no 1./Panzer-Aufklärungs-Abteilung 90                                    | 10 de maio de 1943       | —                                                                                  | —      |
| agosto Zehender+                   | Waffen-SS    | SS-Obersturmbannführer                       | Comandante do SS-Kavallerie-Regiment 1 "Florian Geyer"                                    | 10 de março de 1943      | 722. Folhas de Carvalho 1 de fevereiro de 1945                                     |        |
| Eugen Zehnder                      | Heer         | Oberjäger                                    | Líder de Grupo no 1./Gebirgsjäger-Regiment 13                                             | 7 de março de 1943       | —                                                                                  | —      |
| Markus Zeidler                     | Luftwaffe    | Major                                        | Comandante do Kampfgruppe z.b.V. 600                                                      | 9 de maio de 1942        | —                                                                                  | —      |
| Robert Zeiher                      | Heer         | Hauptmann da reserva                         | Líder do 1./SS-Grenadier-Regiment "Radolfzell"                                            | 16 de janeiro de 1945    | —                                                                                  | —      |
| Kurt Zeitzler                      | Heer         | Oberst im Generalstab                        | Chief do general staff do Panzer-Gruppe 1                                                 | 18 de maio de 1941       | —                                                                                  |        |
| Franz Zejdlik                      | Heer         | Major                                        | Comandante do Panzer-Pionier-Bataillon 51                                                 | 4 de outubro de 1942     | —                                                                                  | —      |
| Ernst Zeller                       | Heer         | Oberleutnant da reserva                      | Líder do 3./Artillerie-Regiment 114                                                       | 16 de novembro de 1943   | —                                                                                  | —      |
| Konrad Zeller+                     | Heer         | Hauptmann da reserva                         | Comandante do I./Grenadier-Regiment 380                                                   | 5 de janeiro de 1944     | 495. Folhas de Carvalho 9 de junho de 1944                                         | —      |
| Willy Zeller                       | Heer         | Leutnant                                     | Líder do 9./Grenadier-Regiment 380                                                        | 7 de fevereiro de 1944   | —                                                                                  | —      |
| Johann Zellner                     | Luftwaffe    | Feldwebel                                    | Piloto no 3./Sturzkampfgeschwader 77                                                      | 20 de julho de 1944      | —                                                                                  | —      |
| Karl Zellner                       | Luftwaffe    | Feldwebel                                    | Piloto no 1./Sturzkampfgeschwader 77                                                      | 29 de fevereiro de 1944* | Killed in flying accident 13 de setembro de 1943                                   | —      |
| Walter Zellot                      | Luftwaffe    | Leutnant                                     | Piloto no I./Jagdgeschwader 53                                                            | 3 de setembro de 1942    | —                                                                                  | —      |
| Friedrich Zempel                   | Heer         | Leutnant da reserva                          | Líder do 3./Divisions-Füsilier-Bataillon (A.A.) 112                                       | 4 de maio de 1944        | —                                                                                  | —      |
| Johann Zemsky+                     | Luftwaffe    | Hauptmann                                    | Gruppenkommandeur do II./Sturzkampfgeschwader 1                                           | 4 de fevereiro de 1942   | 117. Folhas de Carvalho 3 de setembro de 1942                                      | —      |
| Franz Zenker                       | Heer         | Hauptmann                                    | Comandante do Panzer-Jäger-Abteilung 12                                                   | 10 de setembro de 1944   | —                                                                                  | —      |
| Gottfried Zepf                     | Heer         | Oberfeldwebel                                | Líder de pelotão no 3./Panzer-Regiment 36                                                 | 26 de novembro de 1944   | —                                                                                  | —      |
| Alois Zepner                       | Heer         | Hauptmann                                    | Líder do III./Jäger-Regiment 38                                                           | 10 de setembro de 1944   | —                                                                                  | —      |
| Erich Zepper                       | Waffen-SS    | SS-Hauptscharführer                          | Deputy Líder do 2./SS-Panzergrenadier-Regiment 10 "Westland"                              | 2 de dezembro de 1943    | —                                                                                  | —      |
| Erich Zernin                       | Heer         | Oberleutnant                                 | Líder do 5./Panzer-Regiment 11                                                            | 13 de setembro de 1943*  | Morto em combate 13 de agosto de 1943                                              | —      |
| Jakob Zerth                        | Heer         | Gefreiter                                    | Deputy Líder de Grupo no 3./Grenadier-Regiment 467                                        | 21 de abril de 1944      | —                                                                                  | —      |
| Rudolf Zettler                     | Heer         | Hauptmann                                    | Comandante do Sturmgeschütz-Abteilung 667                                                 | 18 de outubro de 1943    | —                                                                                  | —      |
| Friedrich Zickwolff                | Heer         | Generalleutnant                              | Comandante do 113. Infanterie-Division                                                    | 2 de junho de 1942       | —                                                                                  | —      |
| Günter Zieger                      | Heer         | Oberleutnant                                 | Chief do 2./Sturmgeschütz-Abteilung 600                                                   | 8 de fevereiro de 1944   | —                                                                                  | —      |
| Arthur Ziegler                     | Heer         | Oberleutnant                                 | Regiment adjutant in Grenadier-Regiment 974                                               | 23 de agosto de 1944     | —                                                                                  | —      |
| Gerhard-Georg Ziegler              | Heer         | Oberstleutnant da reserva                    | Líder do Grenadier-Regiment 353                                                           | 12 de fevereiro de 1944  | —                                                                                  | —      |
| Heinz Ziegler                      | Heer         | Generalleutnant                              | Líder de um Kampfgruppe do Stab do Heeresgruppe Afrika                                    | 16 de abril de 1943      | —                                                                                  | —      |
| Joachim Ziegler+                   | Waffen-SS    | SS-Brigadeführer e Generalmajor do Waffen-SS | Comandante do 11. SS-Freiwilligen Panzergrenadier Division "Nordland"                     | 5 de setembro de 1944    | (848th) Folhas de Carvalho 28 de abril de 1945                                     | —      |
| Karl Ziegler                       | Heer         | Major                                        | Comandante do III./Jäger-Regiment 207                                                     | 8 de abril de 1943       | —                                                                                  | —      |
| Werner Ziegler+                    | Heer         | Leutnant                                     | Líder do 2./Infanterie-Regiment 186                                                       | 31 de dezembro de 1941   | 121st Folhas de Carvalho 8 de setembro de 1942 102nd Espadas 23 de outubro de 1944 | —      |
| Leonhard Ziehr                     | Luftwaffe    | Oberfeldwebel                                | Piloto no 13./Transportgeschwader 1                                                       | 16 de dezembro de 1944   | —                                                                                  | —      |
| Alfred Ziemann                     | Heer         | Oberleutnant                                 | Chief do 1./schwere Panzer-Jagd-Abteilung 93                                              | 9 de janeiro de 1944     | —                                                                                  | —      |
| Ernst Ziemer+                      | Heer         | Oberfeldwebel                                | Líder de Pelotão do 15./Infanterie-Regiment 94                                            | 14 de dezembro de 1941   | 317. Folhas de Carvalho 2 de novembro de 1943                                      | —      |
| Otto Zierach                       | Luftwaffe    | Oberleutnant                                 | Glider Piloto no Fallschirmjäger-Sturm-Abteilung "Koch"                                   | 15 de maio de 1940       | Ao mesmo tempo promovido para Hauptmann                                            | —      |
| Karl Zierhofer                     | Heer         | Gefreiter                                    | Machine artilheiro do 1./Panzergrenadier-Regiment 126                                     | 4 de outubro de 1944     | —                                                                                  | —      |
| Erwin Zilger                       | Heer         | Hauptmann                                    | Chief do 1./Panzer-Jagd-Abteilung 186                                                     | 4 de agosto de 1943      | —                                                                                  | —      |
| Karl Zillich                       | Luftwaffe    | Oberleutnant                                 | Observador no Stab do II./Kampfgeschwader 27 "Boelcke"                                    | 20 de julho de 1944*     | Morreu devido a ferimentos no dia 14 de abril de 1944                              | —      |
| Karl-Heinz Zillies                 | Heer         | Leutnant da reserva                          | Líder do 10./Grenadier-Regiment 8 (motorizado)                                            | 11 de dezembro de 1944   | —                                                                                  | —      |
| Erich Zillmann                     | Heer         | Stabswachtmeister                            | Líder de pelotão no 3./Sturmgeschütz-Brigade 245                                          | 8 de agosto de 1944      | —                                                                                  | —      |
| Karl Zimmer                        | Heer         | Oberleutnant                                 | Deputy Líder do II./Grenadier-Regiment 105                                                | 18 de fevereiro de 1945  | —                                                                                  | —      |
| Richard Zimmer                     | Heer         | Generalleutnant                              | Commander 17. Infanterie-Division                                                         | 16 de outubro de 1944    | —                                                                                  | —      |
| Ernst Zimmermann                   | Heer         | Hauptmann                                    | Comandante do I./Grenadier-Regiment 105                                                   | 21 de maio de 1943       | —                                                                                  | —      |
| Fritz Zimmermann                   | Luftwaffe    | Hauptmann                                    | Comandante do I.(gem.)/Flaksturm-Regiment 241 (motorizado)                                | 8 de agosto de 1944*     | Morreu devido a ferimentos no dia 7 de junho de 1944                               | —      |
| Hans Zimmermann                    | Heer         | Hauptmann                                    | Chief do 8./Panzergrenadier-Regiment 26                                                   | 22 de janeiro de 1943    | —                                                                                  | —      |
| Herbert Zimmermann                 | Heer         | Hauptmann                                    | Líder do II./Grenadier-Regiment 225                                                       | 12 de janeiro de 1945*   | Morto em combate 29 de outubro de 1944                                             | —      |
| Herbert Zimmermann                 | Heer         | Hauptmann                                    | Chief do 1./Panzer-Regiment 36                                                            | 5 de abril de 1945       | —                                                                                  | —      |
| Hermann Zimmermann                 | Heer         | Major                                        | Comandante do II./Schützen-Regiment 3                                                     | 4 de setembro de 1940    | —                                                                                  | —      |
| Jacob Zimmermann                   | Heer         | Major                                        | Líder do Grenadier-Regiment 509                                                           | 1 de fevereiro de 1945   | —                                                                                  | —      |
| Jakob Zimmermann                   | Heer         | Hauptmann                                    | Comandante do I./Panzergrenadier-Regiment 10                                              | 31 de julho de 1943      | —                                                                                  | —      |
| Manfred Zimmermann                 | Heer         | Hauptmann da reserva                         | Líder do I./Grenadier-Regiment 199 "List"                                                 | 14 de maio de 1944       | —                                                                                  | —      |
| Oskar Zimmermann                   | Luftwaffe    | Leutnant                                     | Piloto no 9./Jagdgeschwader 3 "Udet"                                                      | 29 de outubro de 1944    | —                                                                                  | —      |
| Otto Zimmermann                    | Heer         | Feldwebel                                    | Líder de pelotão no 4.(MG)/Grenadier-Regiment 504                                         | 26 de março de 1944      | —                                                                                  | —      |
| Robert Zimmermann                  | Luftwaffe    | Hauptmann                                    | Comandante do I./Flak-Regiment 29 (motorizado)                                            | 1 de abril de 1945       | —                                                                                  | —      |
| Walter Zimmermann                  | Heer         | Oberwachtmeister                             | Vorgeschobener Beobachter (observador avançado) do 12./Artillerie-Regiment 205            | 10 de fevereiro de 1945  | —                                                                                  | —      |
| Willy Zimmermann                   | Heer         | Feldwebel                                    | Líder de pelotão no 6./Grenadier-Regiment 80                                              | 23 de outubro de 1944    | —                                                                                  | —      |
| agosto Zingel                      | Waffen-SS    | SS-Unterscharführer                          | Líder das tropas de choque do Kampfgruppe "Krauth" no 15./Totenkopf-Infanterie-Regiment 1 | 4 de outubro de 1942     | —                                                                                  | —      |
| Ludwig Zinsser                     | Heer         | Oberleutnant da reserva                      | Líder do 8./Artillerie-Regiment 148                                                       | 16 de novembro de 1944   | —                                                                                  | —      |
| [Dr.] Franz Zintl                  | Heer         | Oberleutnant                                 | Líder do I./Gebirgsjäger-Regiment 206                                                     | 6 de julho de 1942       | —                                                                                  | —      |
| Kuno Zipfel                        | Heer         | Feldwebel                                    | Líder de pelotão no 1./Jäger-Regiment 56                                                  | 10 de setembro de 1944   | —                                                                                  | —      |
| Willibald Zipfel                   | Luftwaffe    | Feldwebel                                    | Operador de rádio do 3./Schlachtgeschwader 2 "Immelmann"                                  | 6 de dezembro de 1944    | —                                                                                  | —      |
| Carl Ziran                         | Heer         | Unteroffizier                                | Líder de pelotão no 3./Grenadier-Regiment 461                                             | 29 de novembro de 1944   | —                                                                                  | —      |
| Wilhelm Zischka                    | Heer         | Wachtmeister                                 | Vorgeschobener Beobachter (observador avançado) do 6./Artillerie-Regiment 41 (motorizado) | 23 de outubro de 1944    | —                                                                                  | —      |
| Kurt Zitzen                        | Heer         | Oberleutnant da reserva                      | Chief do 2./Sturmgeschütz-Abteilung 177                                                   | 4 de agosto de 1943      | —                                                                                  | —      |
| Alois Zmugg                        | Heer         | Unteroffizier                                | do 3./Schützen-Regiment 114                                                               | 18 de outubro de 1941    | —                                                                                  | —      |
| Horst Zobel                        | Heer         | Hauptmann                                    | Comandante do Panzer-Abteilung do Panzer-Division "Müncheberg"                            | 14 de abril de 1945      | —                                                                                  | —      |
| Heinz Zöllner                      | Luftwaffe    | Hauptmann                                    | Staffelkapitän do 6./Kampfgeschwader 53 "Legion Condor"                                   | 5 de abril de 1944       | —                                                                                  | —      |
| Erhard Zoll                        | Heer         | Hauptmann da reserva                         | Chief do 14.(Panzerjäger)/Grenadier-Regiment 437                                          | 18 de janeiro de 1945    | —                                                                                  | —      |
| Gerhard Zonewitz                   | Heer         | Oberleutnant                                 | Chief do 2./Infanterie-Regiment 151                                                       | 4 de dezembro de 1941    | —                                                                                  | —      |
| Gerhard Zoppoth?                   | Heer         | Leutnant                                     | Líder do 6./Grenadier-Regiment 732                                                        | 9 de maio de 1945        | —                                                                                  | —      |
| Eduard Zorn+                       | Heer         | Oberst im Generalstab                        | Líder da 189. Infanterie-Division                                                         | 25 de dezembro de 1944   | 739. Folhas de Carvalho 16 de fevereiro de 1945                                    | —      |
| Gerhard Zorn                       | Heer         | Major                                        | Comandante do Panzer-Jäger-Abteilung 159                                                  | 28 de março de 1945      | —                                                                                  | —      |
| Hans Zorn+                         | Heer         | Generalmajor                                 | Comandante da 20. Infanterie-Division (motorizado)                                        | 27 de julho de 1941      | 291. Folhas de Carvalho 3 de setembro de 1943                                      | —      |
| Paul Zorner+                       | Luftwaffe    | Hauptmann                                    | Staffelkapitän do 8./Nachtjagdgeschwader 3                                                | 9 de junho de 1944       | 588. Folhas de Carvalho 17 de setembro de 1944                                     | —      |
| Heinrich Zubrod                    | Heer         | Leutnant da reserva                          | Líder de Companhia do Grenadier-Regiment 1213                                             | 18 de janeiro de 1945    | —                                                                                  | —      |
| Hermann Zühlsdorff                 | Heer         | Oberfeldwebel                                | Líder de pelotão no 1./Infanterie-Regiment 94                                             | 9 de janeiro de 1942     | —                                                                                  | —      |
| Erich Zürn                         | Kriegsmarine | Oberleutnant (Ing.)                          | Chief engineer on U-48                                                                    | 23 de abril de 1941      | —                                                                                  | —      |
| Rudolf Zürn                        | Heer         | Major                                        | Comandante do II./Infanterie-Regiment 65                                                  | 16 de junho de 1940      | —                                                                                  | —      |
| Hermann Zürner                     | Heer         | Oberleutnant da reserva                      | Líder do II./Panzergrenadier-Regiment 10                                                  | 28 de dezembro de 1944   | —                                                                                  | —      |
| Günter Zugehör                     | Heer         | Hauptmann                                    | Comandante do II./Artillerie-Regiment 19 (motorizado)                                     | 12 de setembro de 1941   | —                                                                                  | —      |
| Hugo Zumfelde                      | Heer         | Hauptmann da reserva                         | Comandante do II./Grenadier-Regiment 546                                                  | 9 de dezembro de 1944    | —                                                                                  | —      |
| Alfred Zurin?                      | Heer         | Leutnant                                     | Líder do 3./Grenadier-Regiment 189                                                        | 9 de maio de 1945        | —                                                                                  | —      |
| Walter Zurmöhle                    | Luftwaffe    | Oberleutnant da reserva                      | Chief do 1./Pionier-Bataillon 6 (L)                                                       | 5 de abril de 1944       | —                                                                                  | —      |
| Eugen-Ludwig Zweigart              | Luftwaffe    | Oberfeldwebel                                | Piloto no 5./Jagdgeschwader 54                                                            | 22 de janeiro de 1943    | —                                                                                  | —      |
| Franz Zwer                         | Heer         | Oberfeldwebel                                | Líder de pelotão no 6./Grenadier-Regiment 530                                             | 6 de abril de 1944       | —                                                                                  | —      |
| Josef Zwernemann+                  | Luftwaffe    | Oberfeldwebel                                | Piloto no 7./Jagdgeschwader 52                                                            | 23 de junho de 1942      | 141. Folhas de Carvalho 31 de outubro de 1942                                      | —      |
| Rudi Zwesken                       | Luftwaffe    | Oberfeldwebel                                | Piloto no 6./Jagdgeschwader 300                                                           | 21 de março de 1945      | —                                                                                  | —      |
| Hans Zwickenpflug                  | Heer         | Major                                        | Comandante do II./Gebirgsjäger-Regiment 100                                               | 5 de abril de 1945       | —                                                                                  | —      |
| Heinrich Zwipf                     | Luftwaffe    | Hauptmann                                    | Staffelkapitän do 3./Sturzkampfgeschwader 77                                              | 31 de dezembro de 1943   | —                                                                                  | —      |
| Felix Zymalkowski                  | Kriegsmarine | Korvettenkapitän                             | Chief do 8. Schnellbootflottille                                                          | 10 de abril de 1945      | —                                                                                  | —      |